# Fiano di Avellino
Fiano di Avellino è la denominazione di origine controllata e garantita di un vino bianco prodotto in provincia di Avellino.

## Zona di produzione
La zona di produzione delle uve comprende le aree vitate presenti nei comuni di Avellino, Aiello del Sabato, Atripalda, Candida, Capriglia Irpina, Cesinali, Contrada, Forino, Grottolella, Lapio, Manocalzati, Mercogliano, Montefalcione, Monteforte Irpino, Montefredane, Ospedaletto d'Alpinolo, Parolise, Pratola Serra, 
Salza Irpina, San Michele di Serino, San Potito Ultra, Sant'Angelo a Scala, Santo Stefano del Sole, Santa Lucia di Serino, Sorbo Serpico e Summonte, in provincia di Avellino.
Informazioni sulla zona geografica
La zona di produzione della DOCG si estende per 27 600 ha. È compresa in parte nel parco regionale del Partenio ed è costituita dalla Piana di Serino e da una estesa fascia collinare di altitudine compresa fra i 300 ed i 600 m s.l.m., limitata ad ovest dal gruppo montuoso del Partenio, ad est dal Gruppo Terminio-Tuoro.
I terreni sono caratterizzati dalla presenza dell'argilla (anche il 50% della terra fina) con scarsa presenza di scheletro siliceo-calcareo anche se spesso frammista a limo o sabbia. Questa ricchezza d'argilla costituisce un fattore molto positivo per la viticoltura poiché contrasta i periodi di siccità estiva con una maturazione più regolare dell'uva ed un suo buon contenuto di acidità fissa. La reazione di detti terreni è neutra o sub-alcalina (max pH 8,02), essi hanno un modesto contenuto in calcare ed ancora più scarsa presenza di humus, sostanza organica in generale (meno del 2%) e azoto (0,5-2,46 g/kg). Anche il fosforo assimilabile è scarso (21-70 mg/kg di anidride fosforica), mentre sono abbondantemente rappresentati potassio (250-980 mg/kg di ossido di potassio) e magnesio scambiabile magnesio (110-940 mg/kg). Quest'ultimo è particolarmente importante sia per i processi di lignificazione sia per le caratteristiche organolettiche del vino. Anche boro, rame, manganese e zinco sono ben rappresentati.
Il clima della zona è influenzato dalla sua orografia collinare e dalla presenza di numerosi boschi che attenuano i picchi di temperatura soprattutto durante l'estate. Ciononostante gli inverni sono rigidi con numerose precipitazioni nevose e nel periodo luglio-settembre si verificano escursioni termiche giornaliere molto accentuate.
La piovosità è di 1 100 mm annui concentrate per il 70% nel periodo autunno-vernino ed estati molto asciutte. L'area è protetta dai venti orientali (più freddi) ed è esposta alle correnti umide provenienti dal Mar Tirreno

## Storia
Vi sono diverse ipotesi circa la storia del vitigno. Una prima racconta che 
furono i Greci a portare in Italia l'originario vitigno del Fiano, la "Vitis Apicia": le prime viti furono piantate a Lapio, una località che prese il nome dall'uva, il comune dove tuttora si produce il Fiano. A sua volta, il nome "Vitis Apicia" o "Apina" deriva dalla caratteristica, proprio di quest'uva dal dolce profumo, di attirare sciami di api nelle vigne. Da Apina derivò "Apiana" e da questo "Afiana", quindi Fiano. Un'altra ipotesi prevede che il nome abbia origine da una popolazione proveniente dalle Alpi Apuane, sopraffatta dai Romani e scesa nel II secolo a.C. in Campania. Questi avrebbero portato con sé il vitigno Apuano, mutato in Apiano, poi in Afiano e infine in Fiano. 
Si trovano documenti relativi al vino Fiano già nel XII secolo: sono ordini di acquisto da parte della corte di Federico II di Svevia relativi al periodo in cui l'imperatore si trova a Foggia. Altro ordine, nel secolo successivo, ma questa volta da parte del re Carlo II d'Angiò per 1600 viti di Fiano da spedire a Manfredonia
Documenti risalenti al XIII secolo, fanno rilevare l'ordine impartito da re Carlo II d'Angiò al proprio commissario, Guglielmo dei Fisoni, di trovare 1600 viti di fiano da spedire a Manfredonia, a) fine di piantarle nelle proprie tenute.
Che Lapio fosse un importante centro di produzione vinicola lo attesta una nota del 5 novembre del 1592, indirizzata al Capitano di Montefusco, capitale del Principato d'Ultra: «L'Università ha ottenuto Regio Assenso, su la gabella del vino per far pagare 4 carlini per ogni soma che entra nella terra. Ora molti particolari di Lapio portano il vino, ma non vogliono pagare perché dicono di venderlo al minuto. Il Capitano li costringa al pagamento.»
Nel 1642 lo storico Fra' Scipione Bellabona descrive la zona ed il suo vino nei "Raguagli della città di Avellino ".
Nel 1800 si verifica il primo exploit produttivo: si arriva a cento milioni di litri per la maggior parte esportati (persino in Francia) e la vitivinicoltura diviene l'asse portante dell'economia irpina tanto da stimolare la realizzazione della prima ferrovia dell'avellinese.
Ha in questo un ruolo fondamentale l'apertura della Regia Scuola di Viticoltura & Enologia di Avellino (l'attuale Istituto Tecnico Agrario) che fornisce, nella zona del Fiano, un adeguato supporto tecnico-scientifico alla neonata enologia. Nel 1882 Michele Carlucci, direttore della suddetta scuola, mette a punto e rende pubblici metodi di vinificazione sviluppati per l'uva Fiano per allineare le qualità del vino prodotto alla richiesta commerciale.
L'invasione della fillossera interviene a ridimensionare drasticamente questa importante realtà produttiva.
Intorno al 1950, mentre l'Office International du Vin pubblica lo studio ampelografico sul Fiano di Violante e Ciarimboli, fornendo così il giusto “imprimatur” internazionale al Fiano, gli stessi autori devono constatare che la viticoltura della zona è ridotta al lumicino: 2 ha in coltura specializzata e 53 ha in coltura promiscua con una produzione che non arriva ai 100 000 l di vino (cioè l'1‰ di quella del secolo precedente).
Venti anni di difficile risalita e nel 1970 si arriva ai 17 ha di vigneti specializzati. Attualmente (2011) le vigne occupano 560 ha con una produzione effettiva di 2 300 000 l (ed una potenziale di 3 900 000 l).
Nel frattempo si sono evolute anche le tecniche di allevamento delle viti passando dall'antico “Sistema Avellinese” alle moderne spalliere a guyot o a cordone speronato.

## Tecniche di produzione
Le bottiglie devono essere in vetro, chiuse con tappo raso bocca e in etichetta deve figurare l'indicazione dell'annata di produzione delle uve.

## Disciplinare
La DOC è stata approvata con DPR 27.04.1978 G.U. 241.

La DOCG è stata riconosciuta con DM 18.07.2003 G.U. 180.
Successivamente il disciplinare ha subito le seguenti modifiche:
- DM 30.11.2011 Pubblicato sul sito ufficiale del MIPAAF

La versione in vigore è stata approvata con DM 07.03.2014, pubblicato sul sito ufficiale del MIPAAF

## Tipologie

### Fiano di Avellino
Può essere utilizzata la menzione "vigna".
| uvaggio                        | Fiano 85% minimo; Greco, Coda di Volpe, Trebbiano toscano, anche congiunti, 15% massimo |
| titolo alcolometrico minimo    | 11,50%                                                                                  |
| acidità totale minima          | 5,00 g/l.                                                                               |
| estratto secco minimo          | 16,00 g/l                                                                               |
| resa massima di uva per ettaro | 100 q.                                                                                  |
| resa massima di uva in vino    | 70%                                                                                     |

### Caratteristiche organolettiche
All'olfatto si presenta con caratteristico profumo intenso ed elegante. Al gusto, è facilmente riconoscibile per il sapore equilibrato, con note di frutta secca.

### Abbinamenti consigliati
Primi piatti a base di pesce, crostacei, scampi, polpo, pesce al forno, formaggi non stagionati, carni bianche.